# جایزه پولیتزر برای ادبیات غیرداستانی عمومی
جایزه پولیتزر برای ادبیات غیرداستانی عمومی (انگلیسی: Pulitzer Prize for General Nonfiction)، یکی از هفت جایزه پولیتزر است که هر ساله برای بخش «نامه‌ها، درام و موسیقی» اعطا می‌شود. این جایزه به یک کتاب غیرداستانی که توسط یک نویسنده آمریکایی نوشته شده و در سال تقویمی قبل منتشر شده است، اعطا می‌شود که واجد شرایط دریافت هیچ جایزه پولیتزر دیگری نیست. این جایزه از سال ۱۹۶۲ اعطا می‌شود. از سال ۱۹۸۰، یک تا سه فینالیست در کنار برنده معرفی شدند.